# أريك وليامز
أريك وليامز (بالإنجليزية: Eric Williams)‏ (10 يوليو 1921 سالفورد المملكة المتحدة - ) هو لاعب كرة قدم بريطاني.